# Joxemi
Joxemi, pseudonimo di José Miguel Redin (Pamplona, 25 maggio 1969), è un chitarrista spagnolo, famoso per essere il chitarrista del gruppo spagnolo Ska-P, una tra le più famose formazioni ska in Europa e nel mondo.

## Biografia
Joxemi ha fondato la band punk-rock italo-spagnola No Relax, dove suona la chitarra, a fianco della ex cantante delle Bambole di pezza, MIcky.
Nel 2008 è tornato a suonare la chitarra nel suo gruppo originario, riunito al gran completo, nel nuovo album Lágrimas y gozos, e che in 1014 continuano a suonare con il suo ultimo album 99%.